# بئر آل هادي (القطن)
'

تعديل مصدري - تعديل

بئر ال هادى هي إحدى قرى عزلة القطن بمديرية القطن التابعة لمحافظة حضرموت، بلغ تعداد سكانها 112 نسمة حسب تعداد اليمن لعام 2004.